# Ризици у експлоатацији депонија индустријског отпада
Ризици у експлоатацији депонија индустријског отпада обухватају неизвесност и губитак. Неизвесност постоји када се не може са сигурношћу знати исход одређеног догађаја. Уколико сигурно знамо да ће се губитак догодити, тада ризик не постоји.

## Ризик
Ризик се може дефинисати као:могућност губитка, неизвесност или могућност било ког исхода који није очекиван. Када ризик постоји морају постојати, бар два могућа исхода. Најмање један од могућих исхода је непожељан. То може бити губитак у смислу да је нешто што особа поседује изгубљено, или то може бити добитак мањи од могућег. Ризик је заправо и калкулисана прогноза могуће штете, однсно у негативном случају губитка или опасности. Степен ризичности је функција вероватноће и опасности од неке штете. 
Ризик је производ неизвесности будућих догађаја и део је сваког процеса и система. То је чињеница о којој свака организација треба да води рачуна, јер неизвесност будућих догађаја може да утиче на било коју организацију, без обзира на делатност. Ризик, као могућност да се истрпи штета или губитак карактеришу три фактора:вероватноћа да се штета деси, време догађаја и магнитуда негативног утицаја која је резултат догађаја.

## Процена ризика
Процена ризика се врши коришћењем одговарајућих матрица. Код матрице се на апсциси наноси процена последица које неки опасан догађај носи, а на координати вероватноћа да до тога опасност догађаја уопште дође. Множењем вероватноће да до опасног догађаја дође са оћекиваним последицама долази се до озбиљности ризика.
Вероватноћа да ће до хаварије доћи класификована је на следећи начин:
| Хаварија је могућа у сваком тренутку                                                          | 4 |
| Постоје озбиљни скривени поремећаји,ако се благовремено нешто не предузме доћи ће до хаварије | 3 |
| Депонија је у добром стању                                                                    | 2 |
| Депонија је потпуно уређена и постоје сви услови за рад                                       | 1 |
|                                                                                               |   |

Последице су класификоване на следећи начин:
| Екстремне последице  | 4 |
| Високе последице     | 3 |
| Ограничене последице | 2 |
| Мале последице       | 1 |

### Ризичност као основ за класификацију депонија
Према директиви Европске заједнице о управљању отпадом из екстрактивне индустрије, депоније отпадног материјала се сврставају у или ван категорије А.У категорију А сврставају се депоније ако:
- оштећење или нерегуларан рад, тј. рушење бране могу довести до значајног инцидента, према процени ризика која узима у обзир факторе као што су постојећа или будућа величина, локација или утицај на животну средину, или
- ако се депонује опасни отпад, или
- ако се отпад састоји од супстанци које су класификоване као опасне.

Од 27 земаља Европске уније само њих 7 има локалну легислативу која се бави категорисањем депонија индустријског отпада минералног порекла (Шведска,Финска,Велика Британија,Шпанија,Аустрија,Португал,Словачка) док Гренланд и Норвешка немају посебну класификацију, али класификују депоније минералног отпада кроз израду Студија утицаја на животну средину. Све друге државе користе општу класификацију отпада према „Европском каталогу отпада”.
После пробоја јаловине на руднику Азнаколар 1999. године Шпанија је комплетирала своју легислативу доношењем захтева за обезбеђење сигурности у рударским активностима у којима је депоније рудничког отпада класификовала на два параметра:
- у функцији њихове величине
- у функцији потенцијалних штета које могу настати услед рушења или неправилног рада

Критеријуми за дефинисање категорија депонија
- Категорија А - могу озбиљно угрозити окружење уколико дође до њиховог рушења
- Категорија Б - могу проузроковати озбиљну штету окружењу или условити људске жртве уколико се сруше
- Категорија Ц - могу условити осредњу штету окружењу и евентуално угрозити животе уколико дође до рушења
- Категорија Д - могу проузроковати само мало штету уколико дође до рушења

Категорија одређује која исптивања треба обавити за добијање дозволе и за пројектовање, који је фактор сигурности потребно остварити, који ниво планова за поступање у хитним случајевима је потребно припремити и колики степен материјалног осигурања је потребно обезбедити.
Класификација брана према ризичности у Тексасу
| категорија ризичности | људски губици             | економске последице |  |
| --------------------- | ------------------------- | ------------------- |  |
| ниска                 | не очекују се             | минималне           |  |
| значајна              | могући, али се не очекују | знатне              |  |
| висока                | очекивани                 | велике              |  |

Подела депонија на класе према ризичности
Ризичност зависи од положаја депонија у односу на насеља и индустријске објекте, рељефа терена, постојања језера, поузданости стена у основи. Велика је ризичност близу насеља и индустријских објеката, ако је рељеф на косо горе, близу језера као и недовољно поузданост стена.
Депоније које преграђују целу долину или или које блокирају или значајно ометају течење кроз природне канале се сврставају у категорију веома ризичних без обзира на висину насипа.
Степен ризичности искоришћен је за класификацију депонија индустријског отпада зато што су депоније такви објекти да се сматрају нестабилним.Експлоатација депонија своди се на њихово одржавање у стабилном стању.

## Геотехничка и еколошка стабилност
Стабилност се овде посматра двоструко- као геотехничка и као еколошка стабилност.Полазна је геотехничка стабилност, а еколошка стабилност чини њену надградњу.Последице геотехничке нестабилности могу бити катастрофалне јер најава поремећаја је, обично, дуготрајна, али рушење је тренутно. Еколошка нестабилност најчешће узнемирава и постепено угрожава окружење(депонија полако расте у висину и полако се просторно шири, аерозагађење настаје само кад дувају ветрови, загађење вода је постепено).

## Ризичност експлоатације
Само при нестручном раду вероватноћа неког догађаја се повећава, а сагласно могућим последицама, ризик по депонију и окружење може бити висок.
Поред процене ризика од техничког поремећаја на депонији потребно је утврдити и еколошки ризик по окружење.Он се базира на утицају депоније на окружење:
воду,ваздух,земљиште,жива бића итд.
Ризичност експлоатације неке депоније могуће је изразити и нумерички.Један од начина је комбиновањем параметара геотехнике стабилности и последица уколико би дошло до хаварије. Општа формула за ниво штете гласи: *R=P∤×∨*
P∤ је вероватноћа је да ће доћи до хаварије на насипу, а рачуна се по обрасцу: *P∤=1-∮(RI)